# Gustave Jacobs (sculpteur)
Pour les articles homonymes, voir Jacobs.
Gustave Jacobs, né à Mons le 12 septembre 1891 et mort dans cette ville le 22 mars 1986 est un sculpteur, dessinateur, médailleur et musicien belge.

## Biographie
Gustave Léopold Jacobs, né à Mons le 12 septembre 1891, est le fils d'Antoine Jacobs, ouvrier poëlier, et d'Héloïse Cardinal. Sa compagne, Berthe Jacobs, est artiste-peintre et a exposé ses œuvres à plusieurs reprises avec Gustave Jacobs.
Il est formé à l'Académie royale des Beaux-Arts de Mons et à l'Académie royale des Beaux-Arts de Bruxelles. Il suit parallèlement une formation musicale au Conservatoire royal de Mons. En 1912, il participe à la 5eédition de l'exposition du Cercle d'art « L'essaim » à l'hôtel de ville de Mons où il présente trois gravures. 

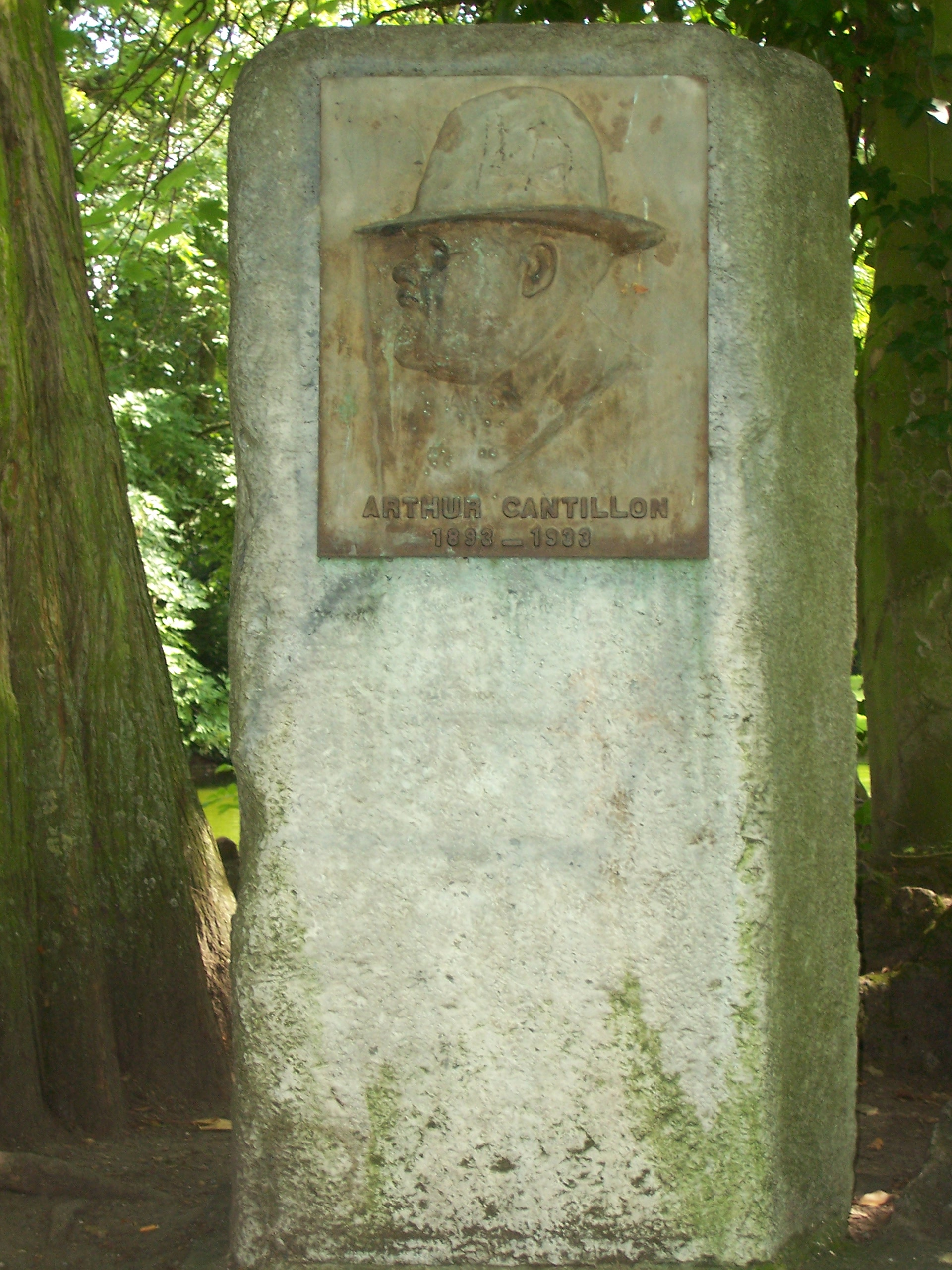
Mémorial à Arthur Cantillon.

Lors de la Première Guerre mondiale, il rejoint l'armée belge et prend part au conflit sur le front de l'Yser où il est blessé. Il prend des croquis sur le front. En 1918, il illustre les ouvrages d'André Lichtenberger Un coin de la guerre, La France au Maroc et d'André Fontaine Mon Filleul. En 1922, il expose ses sculptures d'une facture fouillée en bronze et plâtre au salon des artistes anciens combattants à Bruxelles. 
Par la suite, il est nommé professeur de sculpture et directeur de l’École des arts et du dessin de Saint-Josse-ten-Noodeainsi que professeur de clarinette au Conservatoire royal de Mons. Gustave Jacobs réalise notamment des sculptures expressives, sobrement stylisées de travailleurs. Il livre des bustes et expose, à partir de 1925, avec le Cercle « Bon Vouloir » à Mons. Il donne également des concerts avec le Groupe instrumental de Bruxelles.
On lui doit de nombreux bas-reliefs et monuments à Mons, à l’hôtel de ville, au gouvernement provincial ou dans les rues de la ville. En dehors de Mons, le sculpteur, influencé par l’Art déco, signe plusieurs monuments (parfois aux morts de la Grande Guerre) en Wallonie, essentiellement dans le Hainaut ou le Namurois (Wasmes, Gembloux ou Quaregnon), ainsi qu’à Bruxelles. Après la Seconde Guerre mondiale, sa facture évolue vers plus de simplicité et de stylisation des formes.

## Sélection d'œuvres
- Douleur, salon des artistes anciens combattants, Bruxelles, 1922.
- Tête d'aveugle, salon des artistes anciens combattants, Bruxelles, 1922.
- Monument commémoratif Charles Simonet, place d'Havré, 1927.
- Monument au Docteur Haquin, Quaregnon, 1936.
- Plaque commémorative 1914-18 États-Unis, Hôtel de ville de Mons.
- Plaque Aux créateurs de la Littérature Montoise, Jardin du Mayeur, Mons.
- Mémorial à Arthur Cantillon, Parc du Waux-Hall, Mons, 1936.
- Buste Albert 1er, Gembloux.
- Monument aux morts, Wasmes.
- Le Verrier, le Métallurgiste, pierre, façade Gouvernement provincial de Mons.
- La Poste, pierre, gare du Midi, Bruxelles.
- Jules Destrée, Jette, 1960.
- Torse, salon du Bon Vouloir, Mons, 1967.

## Hommages et distinctions
- Depuis 2004, le « Jardin Gustave Jacobs » perpétue sa mémoire à Mons, au bas de la rue d’Havré.
- Prix du Hainaut en 1923.